# Накаџима NC
Накаџима NC (јап. Nakajima NC) је јапански ловачки авион који је производила фирма Накаџима (јап. Nakajima). Први лет авиона је извршен 1928. године. 

Највећа брзина у хоризонталном лету је износила 268 km/h. Размах крила је био 11,20 метара а дужина 7,16 метара. Маса празног авиона је износила 1014 килограма а нормална полетна маса 1420 килограма. Био је наоружан са 2 синхронизована митраљеза Викерс калибра 7,7 милиметара.

## Наоружање
| Наоружање авиона: Накаџима     |     |
| Ватрено (стрељачко) наоружање  |     |
| Топ                            |     |
| Митраљез                       |     |
| Број и ознака митраљеза        | 2   |
| Калибар                        | 7,7 |
| Бомбардерско наоружање (бомбе) |     |
| Ракетно наоружање (ракете)     |     |